# Сангіньєйра
Сангіньєйра (порт. Sanguinheira; МФА: [sɐ̃.gi.ˈɲɐj.ɾɐ]) — парафія в Португалії, у муніципалітеті Кантаньєде. Розташована в західній частині країни, на теренах історичної португальської провінції Бейра. Входить до складу округу Коїмбра. За адміністративним поділом, чинним до 1976 року, терени парафії були складовою провінції Берегова Бейра. Належить до Коїмбрської діоцезії Католицької церкви. Патрон — Серце Марії. Площа — 26,6047 км². Населення — 1901 ос. (2011). Слабо урбанізований регіон. Густота населення — 71,45 осіб/км²
. Код — 060218.

## Населення
| 1991  | 2001  | 2011  |
| 2 169 | 2 158 | 1 901 |